# フィエラブラ
フィエラブラ（Fierabras）は武勲詩や「フランスもの」などに登場するイスラムの戦士。たびたび巨人という設定になっていることもある。名前はフランス語の「Fier-a-bras」（武装していることが誇り、Proud-on-arms）に由来する。彼はスペイン王・バランの息子とされており、しばしばローランや十二勇士と対立する。特に十二勇士のオリヴィエとは好敵手の関係にあり、最終的にはキリスト教に改宗し、シャルルマーニュに仕えることになる。

## 概要
フィエラブラがもっとも古く登場する作品は、12世紀に成立したフランスの武勲詩『フィエラブラ』である。この武勲詩は類韻を踏む節の集まりで構成されており、おおよそ6200のアレクサンドランから成り立っている。だいたいのあらすじは、以下の通り。
サラセンの王バランと、その息子で15フィートの身長を持つフィエラブラはローマのサン・ピエトロ大聖堂で略奪をし、キリストの聖遺物をスペインに持ち帰っていた。シャルルマーニュは聖遺物を取り返すためにスペインへ侵攻し、十二勇士のオリヴィエを派遣し、フィエラブラと戦わせることにした。フィエラブラは、もし敗北するようなことがあるならキリスト教へ改宗し、シャルルマーニュ軍へ参加することを決意するが、結局オリヴィエと幾人かの騎士は捕虜となってしまう。フィエラブラの姉妹のフロリパ（Floripas）はギィ・ド・ブルゴーニュ（教皇カリストゥス2世のこと）に恋をしてしまう。その後、いくつかの戦いの後、シャルルマーニュはバラン王を殺し、スペインを分割しフィエラブラと、フロリパと結婚していたギィ・ド・ブルゴーニュに与え、聖遺物とともにサン＝ドニ大聖堂へ帰還するのだった。
この物語は13世紀にプロヴァンス語に翻訳されると、さらに14世紀にイタリア語版に翻訳された。また、1つは断片が残るのみだが、英語版も2種類作られている。14～15世紀になると物語は韻文から散文の形式で語られるようになり、各地で様々な版が作成された。

## 時代考証
物語は、846年に起きたローマ略奪（en:Sack of Rome (846)）を基にしている。また、評論家によれば12世紀に成立した版はサン＝ドニ大聖堂の聖遺物と密接に結びついているとされる。

## フィエラブラと香油
1170年に作成された歌によれば、フィエラブラとバラン王はローマからキリストの死体に使われた2樽の香油を盗み出したという。この香油には奇跡の力が込められており、飲んだ者を癒す効果があった。『ドン・キホーテ』ではたびたびこの香油について触れられており、10章では、騎士ドン・キホーテが従者のサンチョ・パンサに対し、かの香油の調合を知っている、とうそぶくシーンがある。また、17章ではドン・キホーテはサンチョに対し、その材料は油、ワイン、塩、それからローズマリーであると説明している。ドン・キホーテはそれを作り、呑むのだが吐き戻し、また大汗をかくが、寝て起きればすっかり癒されている。だが、同じ薬を飲んだサンチョは嘔吐と下痢に襲われ、死ぬ思いをしている。これに対し、ドン・キホーテは、「この薬は真の騎士にしか効果がないのだ」とわけの分からない説明をするのであった。